# Pegma
Pegma, cum narrationibus philosophicis è un'opera emblematica in latino pubblicata nel 1555. Suo autore fu Pierre Coustau (nome umanistico: Petrus Costalius), ebreo parigino, umanista, giurista e letterato, fiorito intorno alla metà del XVI secolo.

## Contenuti

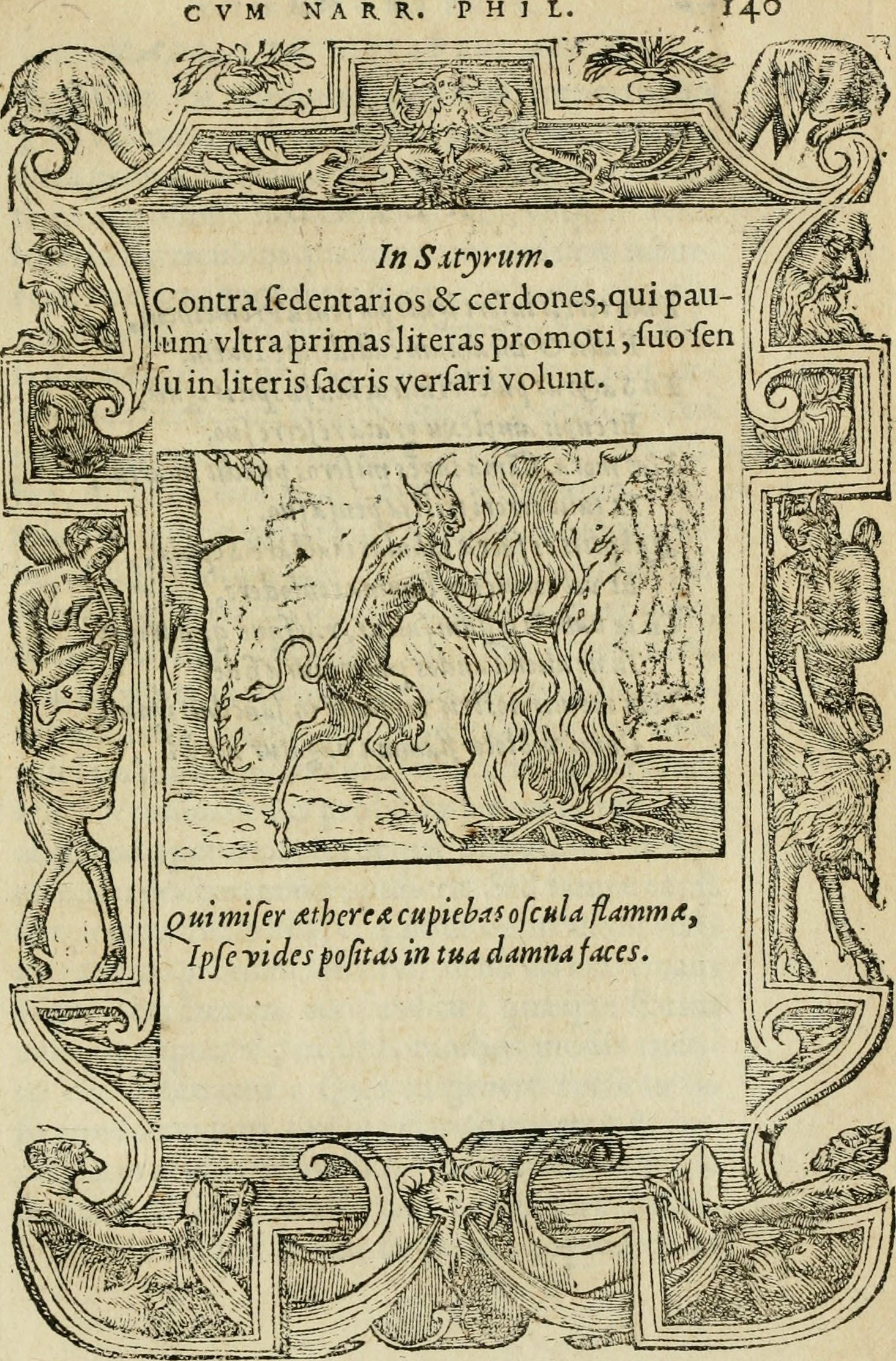

Il Pegma rappresenta l'opera più importante di Pierre Coustau. Si tratta di un libro di emblemi, chiaramente ispirato all'Emblemata, l'opera di allegorie e simboli pubblicata nel 1531 da Andrea Alciato, umanista e giurista come Coustau. L'opera dovette essere concepita da Coustau vari anni prima della sua stampa, dal momento che il privilegio con cui l'editore se n'era assicurata la pubblicazione è datato marzo 1553.
L'opera di Coustau è dedicata a 122 emblemi, 95 dei quali sono illustrati e inquadrati in cornici decorative. Molti degli emblemi sono collegati a questioni e argomenti di natura giuridica. Gli emblemi sono accompagnati da "narrationes philosophicae", dei testi in latino che costituiscono la cifra più innovativa e originale del Pegma rispetto ad altre opere emblematiche del periodo. Da questo punto di vista, si può osservare come già Barthélemy Aneau, nel 1552, traducendo l'opera di Andrea Alciato, avesse sperimentato una timida innovazione in tal senso, accompagnando gli emblemi di Alciato con brevi commentari. Coustau, tuttavia, parte da questa innovazione per spingersi molto più oltre, attraverso la redazione di veri e propri saggi filosofici, in sé compiuti e autosufficienti, in una maniera che può ricordare i Essais di Michel de Montaigne.

## Edizioni
L'edizione originale latina del Pegma fu pubblicata a Lione nel 1555, per i tipi di Macè Bonhomme. 
L'opera conobbe un'immediata volgarizzazione in francese, grazie a Lanteaume de Romieu che pubblicò Le Pegme in quello stesso 1555 presso il medesimo stampatore. 
In questa prima edizione, però, Romieu aveva omesso di tradurre le dissertazioni filosofiche del coevo originale, privando in questo modo l'opera di quella che era la sua caratteristica più originale. Lo stesso Romieu ebbe un ripensamento cinque anni più tardi: nel 1560 propose una nuova versione francese più fedele all'originale (Le pegme de Pierre Coustau, avec les narrations philosophiques), comprendente anche la traduzione delle narrationes philosophicae latine concepite in origine da Coustau come parte integrante e inscindibile dell'opera.